# Erika Zafirova
Erika Zafirova est une gymnaste rythmique bulgare, née le 7 mai 1999 à Kyoustendil.

## Palmarès

### Championnats du monde
- Bakou 2019
  -  médaille d'argent en groupe 5 ballons
  -  médaille de bronze au concours général en groupe

### Championnats d'Europe
- Varna 2021
  -  médaille d'or en groupe 5 ballons
  -  médaille d'argent en groupe 3 cerceaux + 4 massues

### Jeux européens
- Minsk 2019
  -  médaille d'argent au concours général en groupe
  -  médaille d'argent en groupe 5 ballons
  -  médaille de bronze en groupe 3 cerceaux + 4 massues